# Arcades ambo

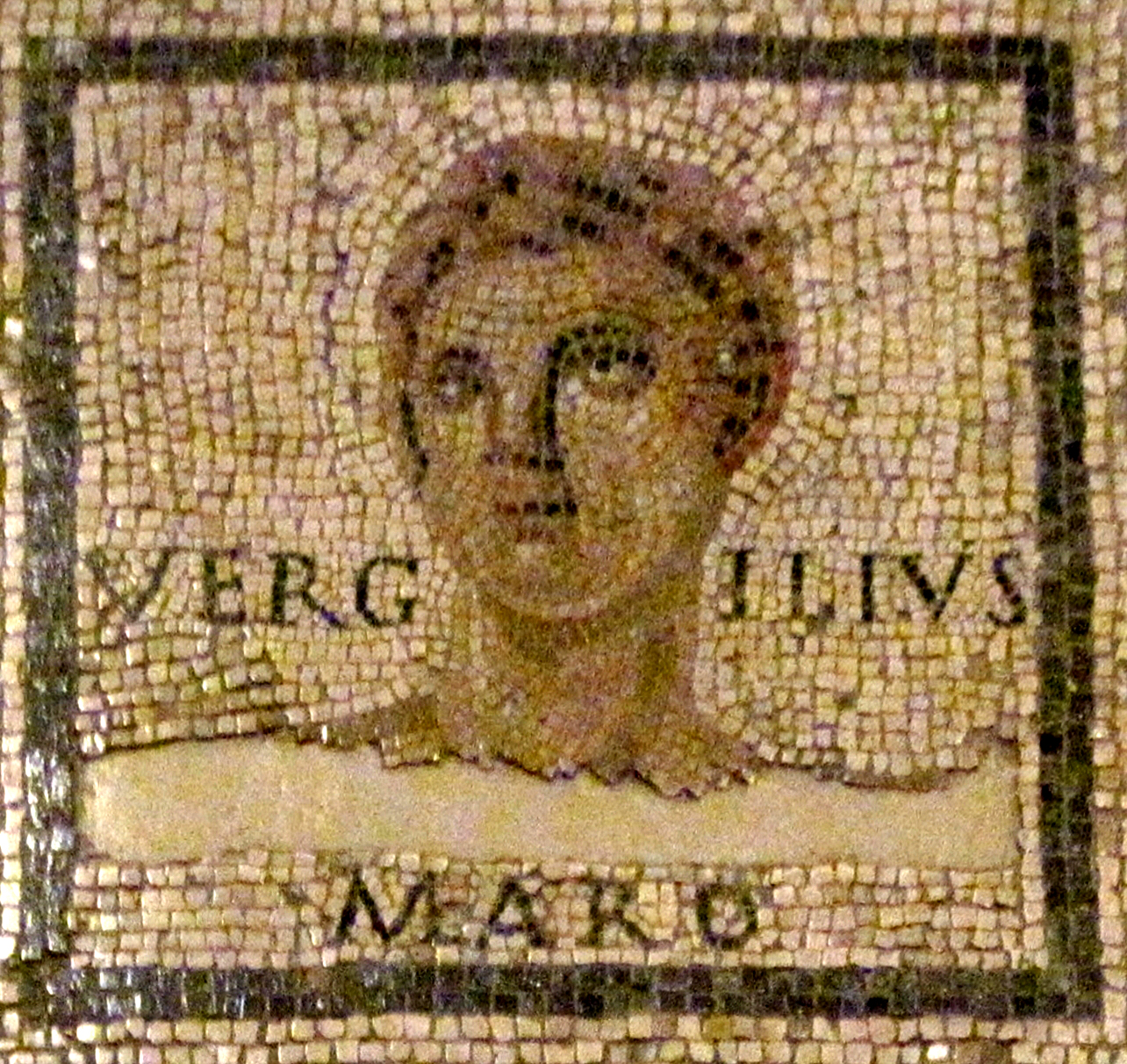
Rappresentazione di Virgilio (Monnus-Mosaic, Rheinisches Landesmuseum Treviri)

Arcades ambo, traducibile letteralmente come Arcadi entrambi, è una locuzione latina utilizzata da Virgilio, nella VII Egloga (v. 4), in riferimento ai due pastori dell'Arcadia Tirsi e Coridone.

Viene generalmente usata, spesso in senso spregiativo, per indicare due persone simili di carattere o aventi interessi comuni.